# Zbigniew Wesołowski
Zbigniew Łucjan Wesołowski (ur. 7 stycznia 1933 w Luboszu, zm. 27 lutego 2024) – polski inżynier mechanik, profesor nauk technicznych, profesor zwyczajny i w latach 2000–2008 dyrektor Centrum Laserowych Technologii Metali im. Henryka Frąckiewicza Politechniki Świętokrzyskiej i Polskiej Akademii Nauk, od 2010 członek rzeczywisty PAN.

## Życiorys
W 1957 ukończył studia na Politechnice Warszawskiej. Doktoryzował się w 1962 w Instytucie Podstawowych Problemów Techniki PAN w oparciu o badania dotyczące stateczności rozciąganego pręta. Stopień naukowy doktora habilitowanego uzyskał w 1966 w IPPT PAN na podstawie badań modelu ciała przenoszącego naprężenia momentowe. Tytuł naukowy profesora nadzwyczajnego otrzymał w 1971, a zwyczajnego w 1978.
Był pracownikiem Instytutu Podstawowych Problemów Techniki PAN, w latach 1975–1980 pełnił funkcję zastępcy dyrektora tej jednostki. W IPPT PAN kierował także Pracownią Podstaw Fizyki Ośrodków Ciągłych (1969–1970), Pracownią Mechaniki Ośrodków Sprężystych (1971–1984) i Zakładem Aeroakustyki (1984–1990).
Objął stanowisko profesora zwyczajnego Politechniki Świętokrzyskiej. Pełnił funkcję dyrektora (2000–2008) i zastępcy dyrektora (1996–2000) Centrum Laserowych Technologii Metali im. Henryka Frąckiewicza PŚk i PAN. W latach 1995–2007 kierował także Katedrą Przemysłowych Systemów Laserowych. Wykładał również na Politechnice Warszawskiej, Politechnice Poznańskiej, Uniwersytecie Warszawskim i Universität Stuttgart.
W 1989 został członkiem korespondentem Polskiej Akademii Nauk, a w 2010 członkiem rzeczywistym PAN. 
Specjalizuje się w dynamice ośrodka ciągłego, laserowych technologiach metali, akustyce i budowie maszyn. Opublikował ok. 160 prac. Otrzymał Nagrodę im. M.T. Hubera (1968) i nagrodę sekretarza naukowego PAN (1972). W latach 1969–1990 wypromował 12 doktorów. Był redaktorem naczelnym czasopism naukowych: „Zagadnienia Drgań Nieliniowych” (1984–1994) i „Journal of Technical Physics” (1989–1993). W latach 1991–1994 był przewodniczącym rady naukowej Ośrodka Informacji Naukowej PAN. Został członkiem kilku towarzystw naukowych, m.in. Polskiego Towarzystwa Mechaniki Teoretycznej i Stosowanej.
W 2002, w uznaniu wybitnych zasług w działalności naukowej i dydaktycznej, za osiągnięcia w pracy zawodowej, został odznaczony Krzyżem Kawalerskim Orderu Odrodzenia Polski. Otrzymał również Złoty Krzyż Zasługi (1979).